# Wonosobo (Wih Pesam)
Wonosobo is een bestuurslaag in het regentschap Bener Meriah van de provincie Atjeh, Indonesië. Wonosobo telt 501 inwoners (volkstelling 2010).